# 回龙乡 (桐柏县)
回龙乡，是中华人民共和国河南省南阳市桐柏县下辖的一个乡镇级行政单位。

## 行政区划
回龙乡下辖以下地区：
汪大庄村、回龙村、栗树村、郭庄村、黄栋岗村、何庄村、桑树湾村、榨楼村、梁岗村和杨集村。